# Корса (Татарстан)
Корса — поселок железнодорожного разъезда в Арском районе Татарстана. Входит в состав Сизинского сельского поселения.

## География
Находится в северо-западной части Татарстана на расстоянии приблизительно 17 км по прямой на восток-северо-восток от районного центра города Арск у железнодорожной линии Казань-Агрыз.

## История
Основан в 1930-х годах. Работало лесничество.

## Население
Постоянных жителей было: в 1938—114, в 1949—244, в 1958—342, в 1970—246, в 1979—175, в 1989—228, 244 в 2002 году (татары 94 %), 279 в 2010.